# Sommet du G7 de 1982
Pour l’article homonyme, voir Sommet de Versailles.
Le sommet du G7 France 1982, huitième réunion du G7, couramment appelée sommet de Versailles, réunissait les dirigeants des sept pays démocratiques les plus industrialisés, ou G7, du  4 au 6 juin 1982 au château de Versailles.
Depuis le premier sommet de ce type (alors à 6, le Canada ne rejoignant le groupe que l'année suivante), initié par le président Valéry Giscard d'Estaing et organisé au château de Rambouillet sept ans plus tôt en 1975, aucun sommet du G7 ne s'était tenu en France.
L'organisation sera jugée grandiose mais sans que le sommet ne débouche sur des résultats concrets.

## Participants
| Participants au G7            |                            |                        |                      |
| Membre                        | Membre                     | Représenté par         | Fonction             |
| Drapeau du Canada             | Canada                     | Pierre Elliott Trudeau | Premier ministre     |
| Drapeau de la France          | France                     | François Mitterrand    | Président            |
| Drapeau de l'Allemagne        | Allemagne de l'Ouest (RFA) | Helmut Schmidt         | Chancelier           |
| Drapeau de l'Italie           | Italie                     | Giovanni Spadolini     | Président du Conseil |
| Drapeau du Japon              | Japon                      | Zenkō Suzuki           | Premier ministre     |
| Drapeau du Royaume-Uni        | Royaume-Uni                | Margaret Thatcher      | Premier ministre     |
| Drapeau des États-Unis        | États-Unis                 | Ronald Reagan          | Président            |
| Drapeau de l’Union européenne | Commission européenne      | Gaston Thorn           | Président            |

Le Premier ministre belge Wilfried Martens était également présent comme représentant de la CEE aux côtés du président de la Commission européenne.

## Déroulement du sommet

### 4 juin
François Mitterrand  accueille les délégations étrangères le 4 juin au Grand Trianon, où elles sont hébergées. Après une « photo de famille », une promenade se déroule dans les jardins pour favoriser des discussions informelles. Le soir un diner est organisé au salon des Jardins.

### 5 juin
La conférence a lieu dans la salle du Sacre, avec à l'ordre du jour, les sujets économiques du moment — problème de l'inflation, commerce international, nécessité de nouvelles sources d'énergie, développement de nouvelles technologies — mais aussi des sujets politiques - les relations Est-Ouest et Nord-Sud, la crise des Malouines ou l'invasion du Liban par Israël qui a débuté la veille. 
Le déjeuner est servi dans la galerie des Batailles. À la fin de la réunion, se tient une conférence de presse puis les délégations partent diner au salon des Jardins du Trianon.

### 6 juin
Suite de la réunion de la veille dans la salle du Sacre, coupée par un déjeuner dans le salon de la Paix, un communiqué final et une conférence de presse terminent la partie politique du sommet. Le dîner de clôture est organisé dans la galerie des Glaces, suivi d'une représentation à l'opéra royal et d'un concert à la chapelle du château. La nuit tombée, un grand feu d'artifice est tiré avec jeux d'eau illuminés dans les jardins du parc, accompagnés de la musique à cheval de la Garde républicaine.